# Ramsés Alemán
José Ramsés Alemán Chereti (Monterrey, Nuevo León; 30 de septiembre de 1991) es un actor, modelo y presentador mexicano de teatro y televisión. 

## Carrera

### 2012–2020: Primeros años yTe doy la vida
En 2012, debutó por primera vez como actor en la telenovela producida por Juan Osorio Porque el amor manda. También en ese mismo año, participó en el programa de televisión Está de pelos como él mismo. Entre 2017 y 2018, participó en la telenovela Me declaro culpable como Emanuel, producida por Angelli Nesma Medina quien compartió créditos con Mayrín Villanueva, Juan Soler, Irina Baeva y Juan Diego Covarrubias. En 2018, participó en la telenovela Por amar sin ley en la primera temporada como Adrián.
Desde 2017 ha participado en numerosas ocasiones en la serie de televisión La rosa de Guadalupe creado por Carlos Mercado-Orduña y producida por Miguel Ángel Herros. En 2019, participó en la serie de televisión Sin miedo a la verdad en la segunda temporada como Josué. En 2020, participó y debutó como coprotagonista de la telenovela  Te doy la vida producida por Lucero Suárez, como el papel de Samuel Garrido Salazar, quien compartió créditos con José Ron, Eva Cedeño y Jorge Salinas; esto obtuvo gran popularidad y también es conocido actualmente.

### 2021–presente:Mi fortuna es amartey nuevos proyectos
En 2021, participó en la telenovela Mi fortuna es amarte, donde interpreta a Juan Gabriel «Juanga» Ramírez Pérez.

## Vida privada
Respecto a su vida privada, conoció a su pareja, la actriz juvenil, Fernanda Urdapilleta, en las grabaciones de la telenovela Mi fortuna es amarte con quién se casó el 2 de mayo por lo civil y el 3 de mayo por la iglesia en Monterrey.

## Filmografía

### Telenovelas
| Año       | Título                              | Papel                               | Notas                          | Ref.  |
| --------- | ----------------------------------- | ----------------------------------- | ------------------------------ | ----- |
| 2025      | A.mar, donde el amor teje sus redes | Valentín Ríos                       |                                | [ 3 ] |
| 2023-2024 | Nadie como tú                       | Eduardo Madrigal Arreola            | Estelar; 122 episodios         | [ 4 ] |
| 2022–2023 | Mi secreto                          | Iker Carrera Portilla               | Reparto; 120 episodios         | [ 5 ] |
| 2021–2022 | Mi fortuna es amarte                | Juan Gabriel «Juanga» Ramírez Pérez | Estelar; 92 episodios          | [ 6 ] |
| 2020      | Te doy la vida                      | Samuel Garrido Salazar              | Coprotagonista; 82 episodios   | [ 2 ] |
| 2019–2020 | Médicos, línea de vida              | Médico                              | Recurrente; 87 episodios       | [ 7 ] |
| 2018      | Por amar sin ley                    | Adrián                              | Primera temporada; 2 episodios |       |
| 2017–2018 | Me declaro culpable                 | Emanuel                             | Recurrente; 62 episodios       |       |
| 2012      | Porque el amor manda                | Policía                             | Debut                          |       |

### Series de televisión
| Año           | Título                 | Papel          | Notas                          | Ref. |
| ------------- | ---------------------- | -------------- | ------------------------------ | ---- |
| 2020          | Esta historia me suena | Damián         | Episodio; Por amarte así       |      |
| 2019          | Sin miedo a la verdad  | Josué          | Segunda temporada; 2 episodios |      |
| 2018–presente | Como dice el dicho     | Varios         |                                |      |
| 2016–presente | La rosa de Guadalupe   | Varios papeles |                                |      |

### Programas de televisión
| Año  | Título        | Papel    | Notas                  | Ref. |
| ---- | ------------- | -------- | ---------------------- | ---- |
| 2020 | Hoy           | Él mismo |                        |      |
| 2020 | SNSerio       | Él mismo |                        |      |
| 2015 | Gente regia   | Él mismo |                        |      |
| 2012 | Está de pelos | Él mismo | Participación especial |      |
| 2008 | Vivalavi      |          |                        |      |